# Ридер, Марсель
Марсель Ридер (фр. Marcel Rieder; 19 марта 1862, Тан — 30 марта 1942, Виллье-су-Грёз) — французский художник.

## Биография
Будущий художник родился в городе Тане, Эльзас, в состоятельной протестантской семье. Обучался живописи в Академии изящных искусств во французской столице. Закончив академию, Марсель Ридер остался жить в Париже и выставлялся на Парижском Салоне почти ежегодно около сорока лет, вплоть до 1939 года.
В молодости Ридер испытал влияние художников-символистов. Напоминанием об этом осталась его ранняя картина «Данте оплакивает Беатриче» (хранится в музее Мюлуза). После 1894 года Ридер вернулся к реалистическому стилю живописи. Наибольшую известность ему принесли изображения изящных женщин, как будто ожидающих кого-то на фоне тускло освещённых комнат, балконов и террас. Игра света и тени, создаваемая фонарём или масляной лампой, одежды девушек, ниспадающие складки их целомудренных платьев особенно занимали воображение художника.
Писал Ридер и другие картины, например, ночные пейзажи или портрет врача и гуманиста Альберта Швейцера, который ныне хранится в доме-музее последнего.
25 июня 1903 года художник женился на Мари Пойрио. Их сын Жан родился в августе 1906 года. Художник увлекался классической музыкой, в частности, произведениями Баха (как член общества Баха, он, в частности, и познакомился со Швейцером). Несколько десятилетий прожив в Париже, в 1927 году он удалился в Буссе поблизости от Фонтенбло. В этот период Ридер горько шутил, что из-за ослабевшего от старости зрения и трясущихся рук был вынужден перейти от реализма к импрессионизму. Художник скончался в Виллье-су-Грез 30 марта 1942 года.
Работы художника входят в коллекции музеев Соединённых Штатов Америки, Франции, Венгрии.

## Галерея

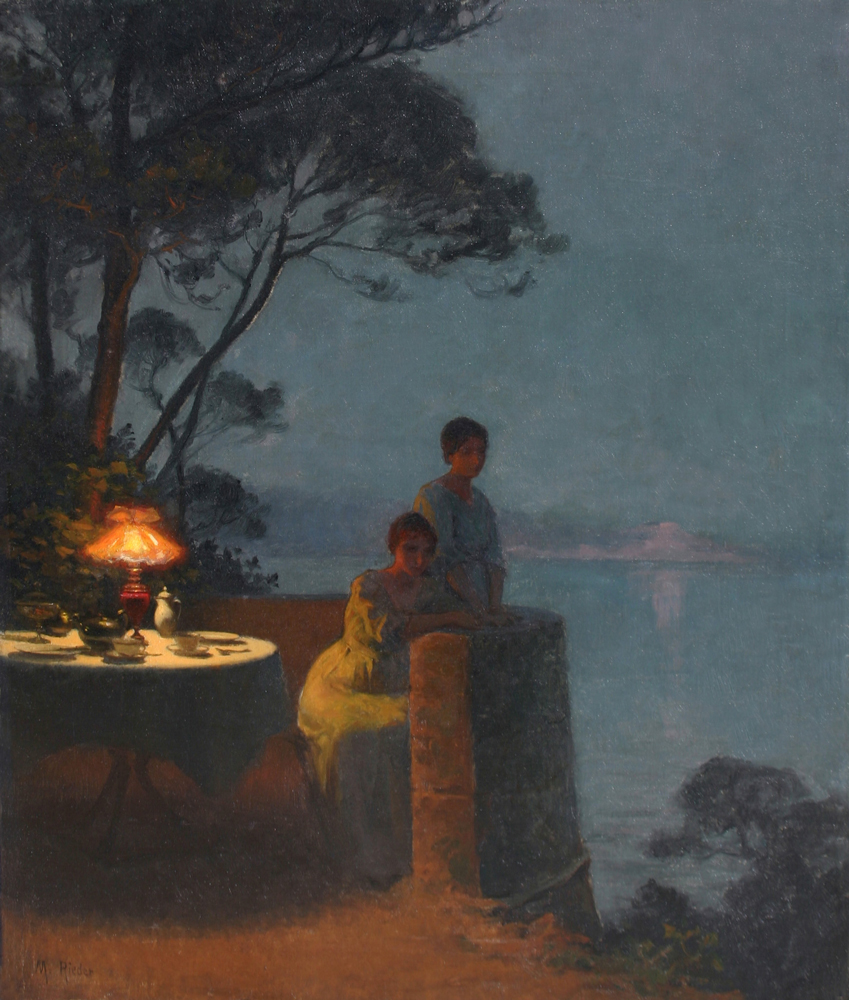
Бдение около моря. Лазурный берег
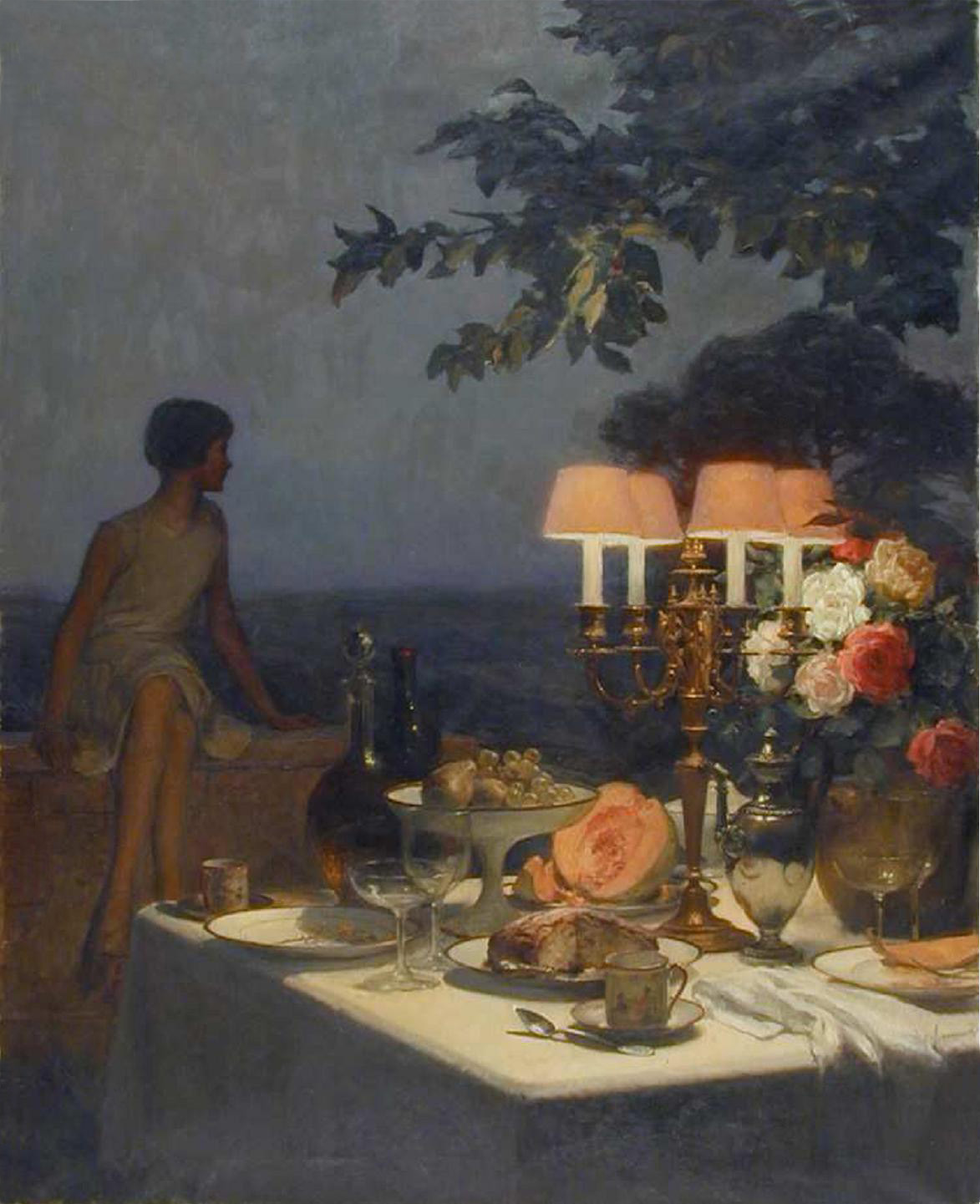
Романтический ужин
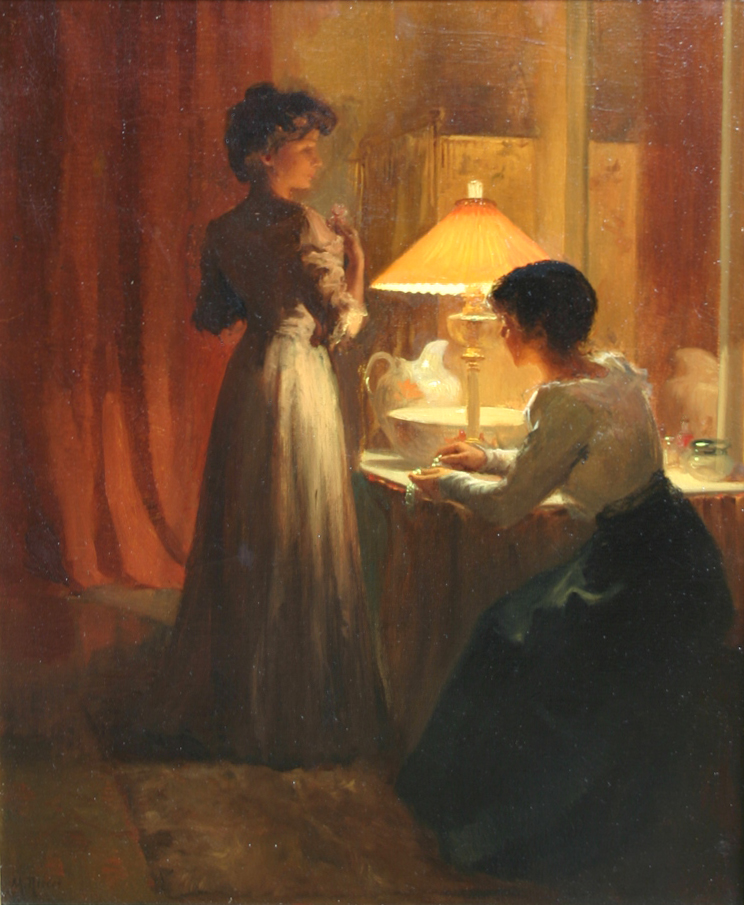
Подбор украшений
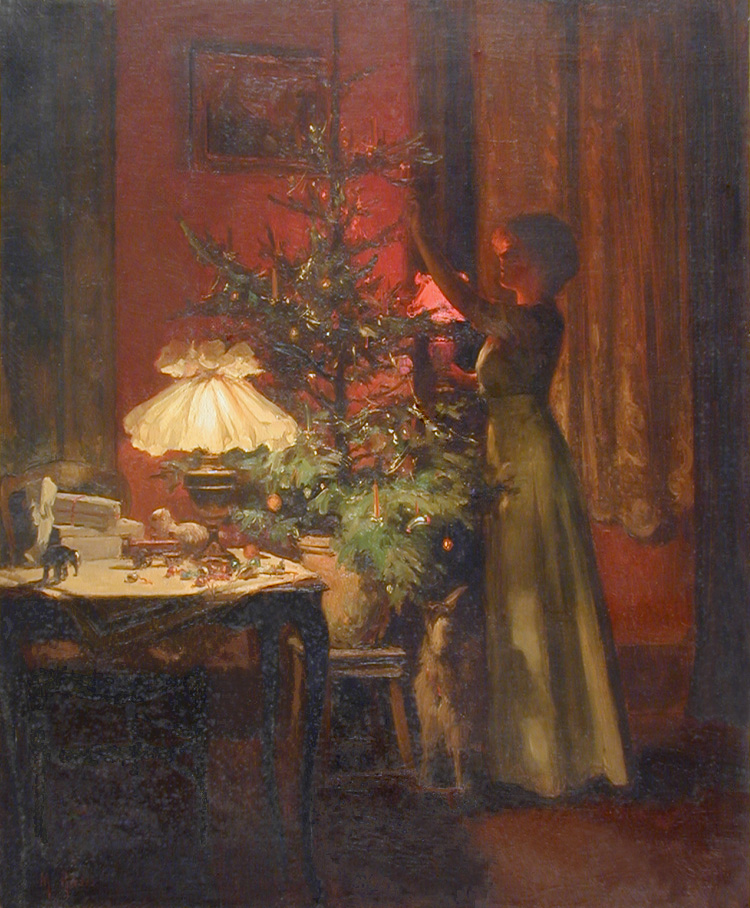
Украшение ёлки
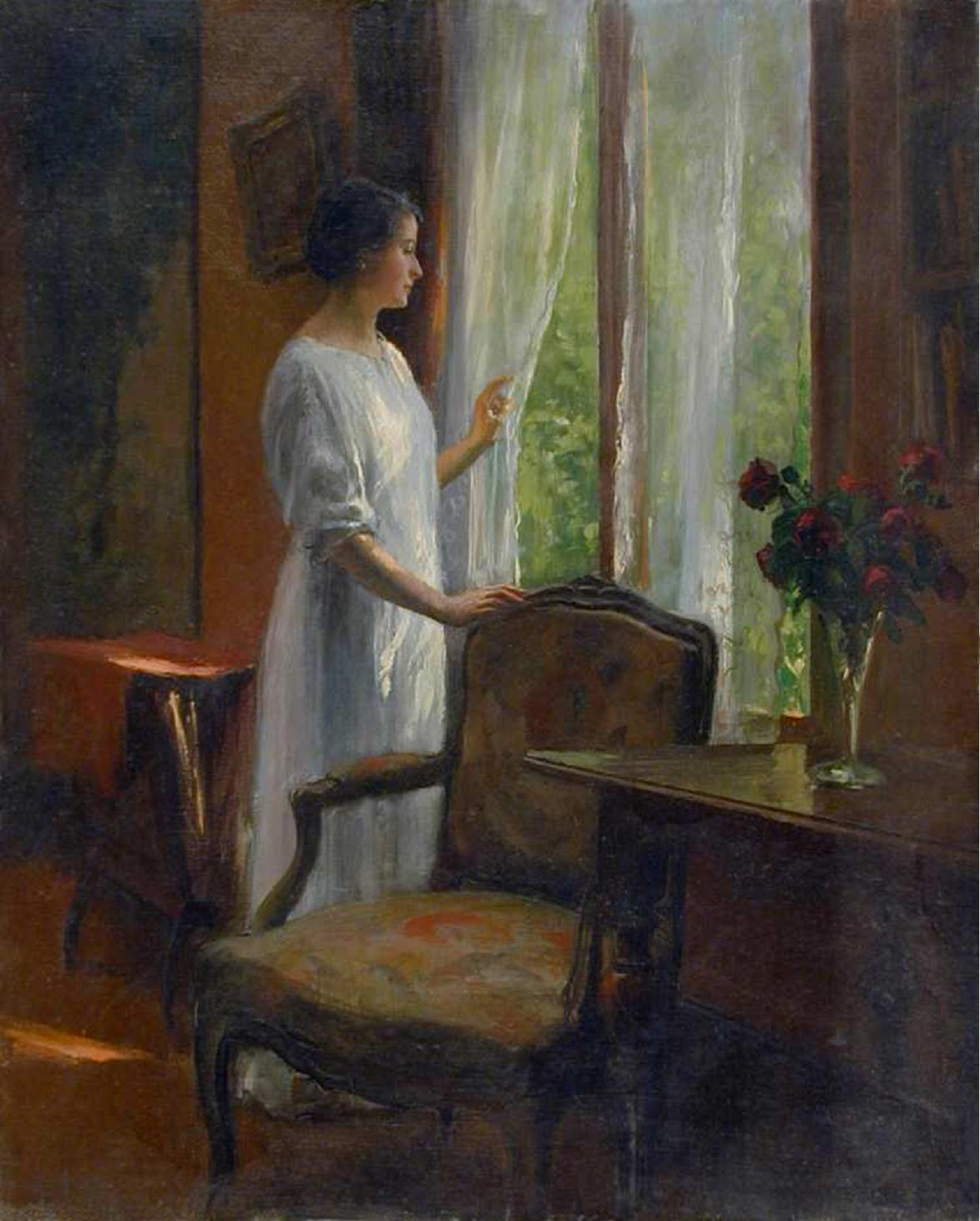
Ожидание у окна
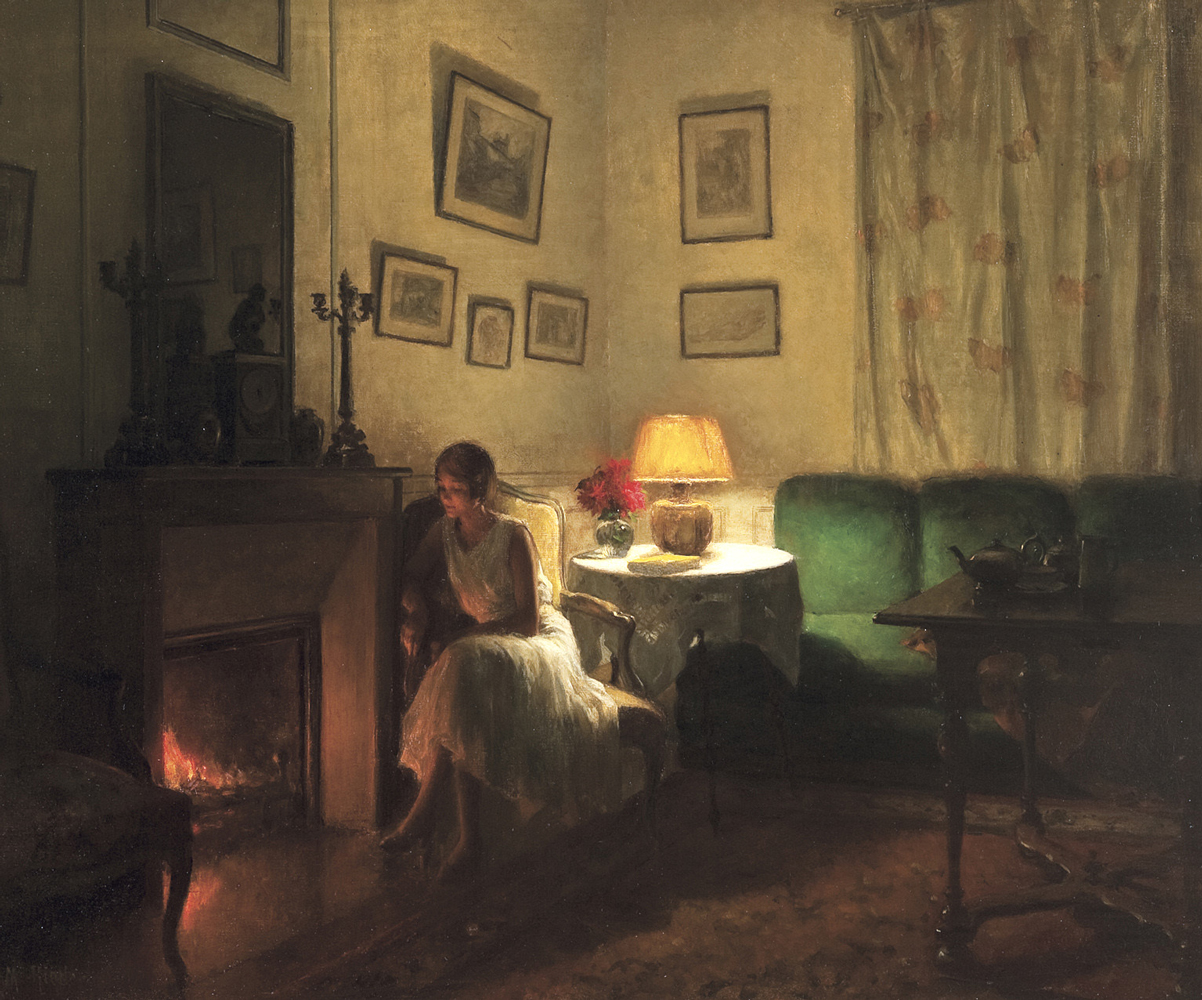
Размышления перед камином
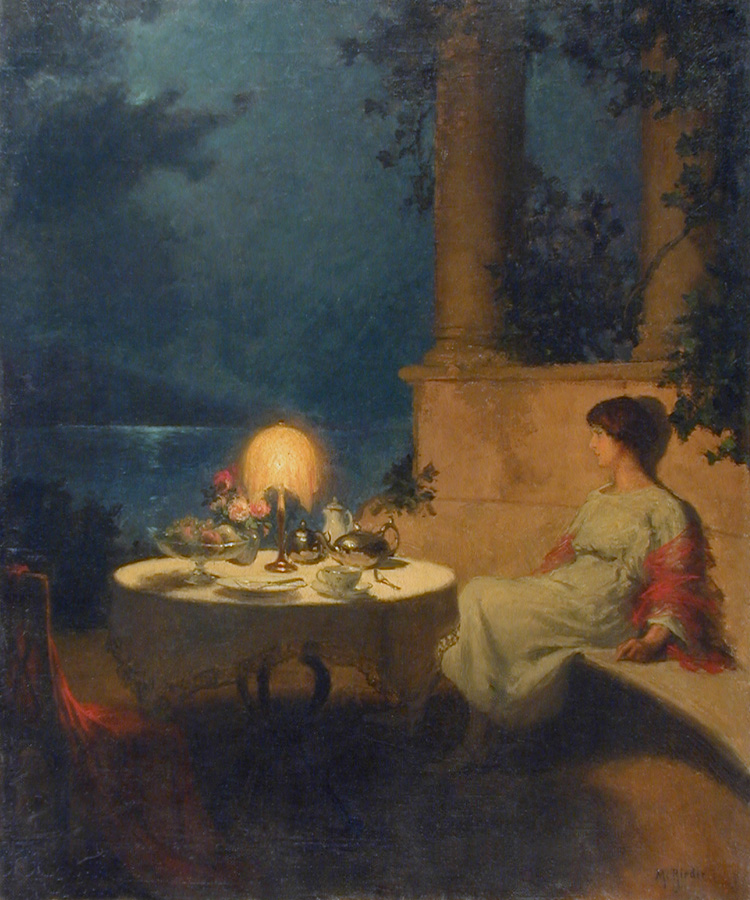
Одиночество на берегу озера
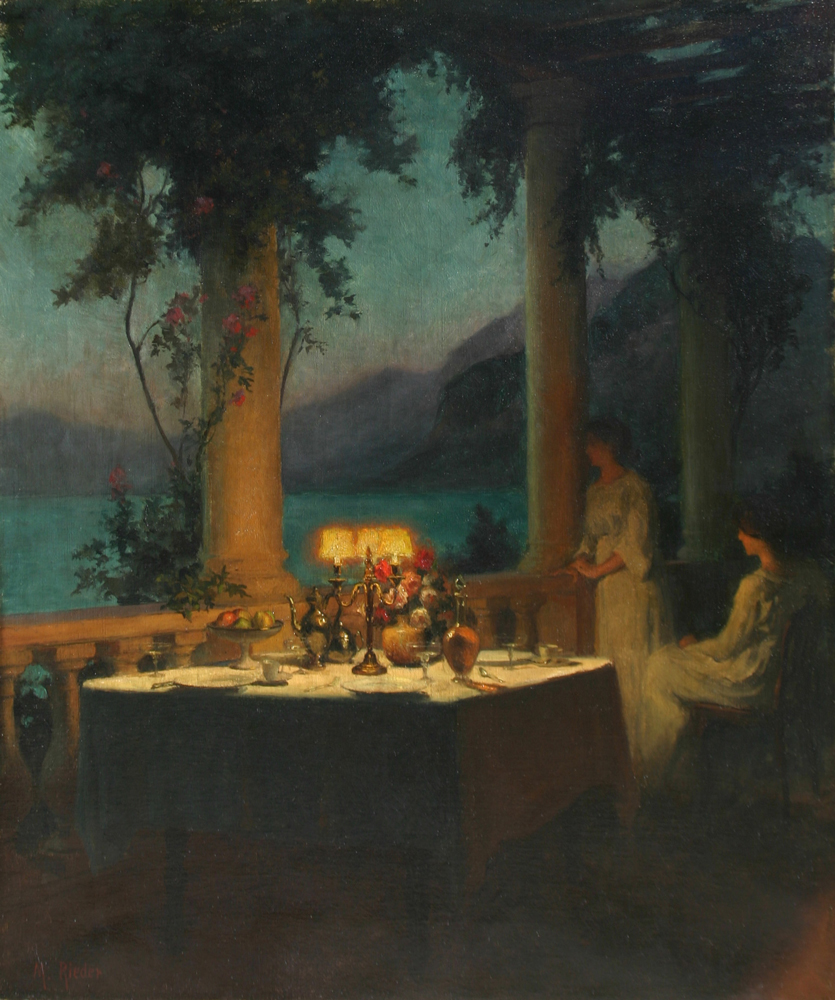
Отдых на берегу озера